# Даль, Эйлиф

Э́йлиф Даль (норв. Eilif Dahl, 7 декабря 1916, Христиания — 17 марта 1993, Осло) — норвежский ботаник, флорист, фитогеограф, эколог.
Профессор Норвежской высшей школы земледелия (1965—1986).
Э. Даль изучал лишайники и сосудистые растения. Его первые научные поиски были сосредоточены на систематике растений и флористике, но с течением времени он всё более интересовался фитосоциологической теорией и, в конечном счёте, фитогеографией. Даль стремился дать объяснения связей, обусловливающих влияние окружающей среды на физиологические реакции организмов, на основе ареала вида. Даль известен также как защитник природы, который одним из первых поднял вопросы об опасности кислотных дождей и о глобальном потеплении задолго до того, как подобные опасения перешли в общее сознание.

## Путь в науке
В 1936 году собирал коллекции лишайников на Шпицбергене и Земле короля Карла, в 1937-м — в Гренландии.
Начало учёбы в Университете Осло в 1942 году прервала война — с 1942 по 1946 год проходил службу в норвежской секретной службе.
В 1946 году в журнале New Phytologist опубликовал статью On Different Types of Unglaciated Areas During the Ice Ages and Their Significance to Phytogeography.
С 1946 по 1951 год продолжил учёбу в Университете Осло. В 1951—1954 годах посетил Великобританию и Соединённые Штаты Америки.
В 1956 году получил степень Ph.D. в Норвежской высшей школе земледелия, где в тот же год стал доцентом, а с 1965 года — профессором ботаники.
В 1973 году опубликовал сводку Macrolichens of Denmark, Finland, Norway and Sweden (совместно с Г. Крогом).
Скончался в Осе 17 марта 1993 года. В 1998 году посмертно вышел главный труд Даля «Фитогеография Северной Европы».

## Печатные труды
- Eilif Dahl. On Different Types of Unglaciated Areas During the Ice Ages and their Significance to Phytogeography // New Phytologist. — Blackwell Publishing on behalf of the New Phytologist Trust, Dec., 1946. — Vol. 45, № 2. — P. 225—242. — JSTOR 2429052.
- Eilif Dahl. The Phytogeography of Northern Europe : British Isles, Fennoscandia, and Adjacent Areas / Agricultural University of Norway; Foreword by John Birks. — Cambridge, U.K.: Cambridge Univ. Press, 1998. — 297 p. — ISBN 9780521383585.